# Borgonovo Val Tidone
Borgonovo Val Tidone är en ort och kommun i provinsen Piacenza i regionen Emilia-Romagna i Italien. Kommunen hade 7 999 invånare (2018).